# Circondario dell'Uecker-Randow
Il circondario dell'Uecker-Randow (in tedesco: Landkreis Uecker-Randow) era un circondario del Land tedesco del Meclemburgo-Pomerania Anteriore. Esistette dal 1994 al 2011.

## Storia
Il circondario fu creato nel 1994.
Il 4 settembre 2011 fu fuso con la città extracircondariale di Greifswald, il circondario rurale della Pomerania Anteriore Orientale, più parte del circondario di Demmin, formando il nuovo circondario della Pomerania Anteriore-Greifswald.

## Geografia antropica
Al momento dello scioglimento, il circondario si componeva di tre comuni extracircondariali (Amtsfreie Gemeinden) e quattro comunità (Ämter), che raggruppavano complessivamente 6 città e 48 comuni.

### Comuni extracircondariali (Amtsfreie Gemeinden)
1. Pasewalk, Città * (11.856)
2. Strasburg (Uckermark), Città (5.934) 2014 in Pasewalk
3. Ueckermünde, Città (10.399)

### Comunità (Ämter)
sede del capoluogo *
| - 1. Am Stettiner Haff 1. Ahlbeck (756) 2014 in Ueckermunde 2. Altwarp (578) 2014 in Ueckermunde 3. Eggesin, Città * (5.483) 2014 in Ueckermunde 4. Grambin (466) 2014 in Ueckermunde 5. Hintersee (356) 2014 in Ueckermunde 6. Leopoldshagen (796) 2014 in Ueckermunde 7. Liepgarten (862) 2014 in Ueckermunde 8. Lübs (426) 2014 in Ueckermunde 9. Luckow (697) 2014 in Ueckermunde 10. Meiersberg (468) 2014 in Ueckermunde 11. Mönkebude (803) 2014 in Ueckermunde 12. Torgelow-Holländerei (442) 2014 in Torgelow 13. Vogelsang-Warsin (402) 2014 in Ueckermunde | - 2. Löcknitz-Penkun 1. Bergholz (408) 2014 in Löcknitz 2. Blankensee (584) 2014 in Löcknitz 3. Boock (618) 2014 in Löcknitz 4. Glasow (186) 2014 in Löcknitz 5. Grambow (1.049) 2014 in Löcknitz 6. Krackow (768) 2014 in Löcknitz 7. Löcknitz, Città * (2.948) 8. Nadrensee (346) 2014 in Löcknitz 9. Penkun, Città (2.065) 2014 in Löcknitz 10. Plöwen (290) 2014 in Löcknitz 11. Ramin (700) 2014 in Löcknitz 12. Rossow (502) 2014 in Löcknitz 13. Rothenklempenow (721) 2014 in Löcknitz - 3. Torgelow-Ferdinandshof 1. Altwigshagen (542) 2. Ferdinandshof (3.070) 3. Hammer a.d. Uecker (539) 2014 in Ferdinandshof 4. Heinrichsruh (289) 2014 in Ferdinandshof 5. Heinrichswalde (509) 2014 in Ferdinandshof 6. Rothemühl (330) 2014 in Ferdinandshof 7. Torgelow, Città * (9.909) 8. Wilhelmsburg (924) 2014 in Ferdinandshof | - 4. Uecker-Randow-Tal [Sede: Pasewalk] 1. Blumenhagen (372) 2014 in Pasewalk 2. Brietzig (219) 2014 in Pasewalk 3. Damerow (153) 2014 in Pasewalk 4. Fahrenwalde (380) 2014 in Pasewalk 5. Groß Luckow (231) 2014 in Pasewalk 6. Jatznick (2.021) 2014 in Pasewalk 7. Klein Luckow (230) 2014 in Pasewalk 8. Koblentz (252) 2014 in Pasewalk 9. Krugsdorf (426) 2014 in Pasewalk 10. Nieden (191) 2014 in Pasewalk 11. Papendorf (275) 2014 in Pasewalk 12. Polzow (265) 2014 in Pasewalk 13. Rollwitz (655) 2014 in Pasewalk 14. Schönwalde (522) 2014 in Pasewalk 15. Viereck (1.427) 2014 in Pasewalk 16. Zerrenthin (493) 2014 in Pasewalk 17. Züsedom (278) 2014 in Pasewalk |